# Elżbieta Ciaszkiewicz
Elżbieta Ciaszkiewicz (ur. 6 stycznia 1957 w Gorzowie Wielkopolskim) – polska siatkarka, reprezentantka Polski, medalistka mistrzostw Polski.

## Kariera sportowa
W reprezentacji Polski juniorek wystąpiła na mistrzostwach Europy w 1975, zajmując z drużyną szóste miejsce. W reprezentacji Polski seniorek debiutowała 13 sierpnia 1975 w towarzyskim spotkaniu z Czechosłowacją. Wystąpiła m.in. na mistrzostwach Europy w 1975 (6. miejsce), 1979 (ósme miejsce) i 1985 (siódme miejsce), oraz mistrzostwach świata w 1978 (11. miejsce). Ostatni raz w reprezentacji wystąpiła 28 czerwca 1986 w towarzyskim meczu z Brazylią. Łącznie w I reprezentacji zagrała w 163 spotkaniach, w tym 130 oficjalnych.
Jej pierwszym klubem był MKS Znicz Gorzów Wielkopolski. Następnie występowała w AZS Warszawa oraz Gwardii Wrocław, z którą w 1986 zdobyła brązowy medal mistrzostw Polski.
Jest siostrą siatkarza Marka Ciaszkiewicza i ciocią siatkarki Karoliny Ciaszkiewicz.